# Torneo de Washington
El Torneo de Washington (denominado Mubadala Citi DC Open por motivos comerciales) es un torneo oficial de tenis que se juega anualmente en la ciudad de Washington D. C., Estados Unidos. El torneo se juega sobre pista dura al aire libre y forma parte del US Open Series, sirviendo como preparación para el último Grand Slam de la temporada. La sede del torneo es el William Fitzgerald Tennis Center, con capacidad para 7500 personas.
En su edición masculina, el torneo pertenece al ATP Tour 500 y se jugó por primera vez en 1969 por iniciativa del entonces capitán de la Copa Davis estadounidense y nativo de Washington, Donald Dell. Desde entonces no se ha dejado de celebrar, disputándose en canchas lentas de tierra batida hasta la temporada 1986. Hasta la temporada 2008 era de categoría ATP International Series, pero con la reestructuración del calendario subió de categoría.
A partir del 2012 los organizadores decidieron combinar el evento masculino con un pequeño torneo femenino que se había realizado el año anterior en el Tennis Center at College Park, Maryland, sede del centro de entrenamiento regional de la USTA para la preparación de jugadores junior y del equipo de tenis de la Universidad de Maryland.
El estadounidense Andre Agassi es el jugador más exitoso del torneo, ganador de 5 títulos en 6 finales disputadas.

## Palmarés

### Individual masculino
| Año  | Campeón                                  | Subcampeón                               | Resultado                                |
| ---- | ---------------------------------------- | ---------------------------------------- | ---------------------------------------- |
| 1969 | Thomas Koch                              | Arthur Ashe                              | 7-5, 9-7, 4-6, 2-6, 6-4                  |
| 1970 | Cliff Richey                             | Arthur Ashe                              | 7-5, 6-2, 6-1                            |
| 1971 | Ken Rosewall                             | Marty Riessen                            | 6-2, 7-5, 6-1                            |
| 1972 | Tony Roche                               | Marty Riessen                            | 3-6, 7-6, 6-4                            |
| 1973 | Arthur Ashe                              | Tom Okker                                | 6-4, 6-2                                 |
| 1974 | Harold Solomon                           | Guillermo Vilas                          | 1-6, 6-3, 6-4                            |
| 1975 | Guillermo Vilas                          | Harold Solomon                           | 6-1, 6-3                                 |
| 1976 | Jimmy Connors                            | Raúl Ramírez                             | 6-2, 6-4                                 |
| 1977 | Guillermo Vilas                          | Brian Gottfried                          | 6-4, 7-5                                 |
| 1978 | Jimmy Connors                            | Eddie Dibbs                              | 7-5, 7-5                                 |
| 1979 | Guillermo Vilas                          | Víctor Pecci Sr.                         | 7-6, 7-6                                 |
| 1980 | Brian Gottfried                          | José Luis Clerc                          | 7-5, 4-6, 6-4                            |
| 1981 | José Luis Clerc                          | Guillermo Vilas                          | 7-5, 6-2                                 |
| 1982 | Ivan Lendl                               | Jimmy Arias                              | 6-3, 6-3                                 |
| 1983 | José Luis Clerc                          | Jimmy Arias                              | 6-3, 3-6, 6-0                            |
| 1984 | Andrés Gómez                             | Aaron Krickstein                         | 6-2, 6-2                                 |
| 1985 | Yannick Noah                             | Martín Jaite                             | 6-4, 6-3                                 |
| 1986 | Karel Nováček                            | Thierry Tulasne                          | 6-1, 7-6                                 |
| 1987 | Ivan Lendl                               | Brad Gilbert                             | 6-1, 6-0                                 |
| 1988 | Jimmy Connors                            | Andrés Gómez                             | 6-1, 6-4                                 |
| 1989 | Tim Mayotte                              | Brad Gilbert                             | 3-6, 6-4, 7-5                            |
| 1990 | Andre Agassi                             | Jim Grabb                                | 6-1, 6-4                                 |
| 1991 | Andre Agassi                             | Petr Korda                               | 6-3, 6-4                                 |
| 1992 | Petr Korda                               | Henrik Holm                              | 6-4, 6-4                                 |
| 1993 | Amos Mansdorf                            | Todd Martin                              | 7-6(3), 7-5                              |
| 1994 | Stefan Edberg                            | Jason Stoltenberg                        | 6-4, 6-2                                 |
| 1995 | Andre Agassi                             | Stefan Edberg                            | 6-4, 2-6, 7-5                            |
| 1996 | Michael Chang                            | Wayne Ferreira                           | 6-2, 6-4                                 |
| 1997 | Michael Chang                            | Petr Korda                               | 5-7, 6-2, 6-1                            |
| 1998 | Andre Agassi                             | Scott Draper                             | 6-2, 6-0                                 |
| 1999 | Andre Agassi                             | Yevgeny Kafelnikov                       | 7-6(3), 6-1                              |
| 2000 | Àlex Corretja                            | Andre Agassi                             | 6-2, 6-3                                 |
| 2001 | Andy Roddick                             | Sjeng Schalken                           | 6-2, 6-3                                 |
| 2002 | James Blake                              | Paradorn Srichaphan                      | 1-6, 7-6(5), 6-4                         |
| 2003 | Tim Henman                               | Fernando González                        | 6-3, 6-4                                 |
| 2004 | Lleyton Hewitt                           | Gilles Müller                            | 6-3, 6-4                                 |
| 2005 | Andy Roddick                             | James Blake                              | 7-5, 6-3                                 |
| 2006 | Arnaud Clément                           | Andy Murray                              | 7-6(3), 6-2                              |
| 2007 | Andy Roddick                             | John Isner                               | 6-4, 7-6(4)                              |
| 2008 | Juan Martín del Potro                    | Viktor Troicki                           | 6-3, 6-3                                 |
| 2009 | Juan Martín del Potro                    | Andy Roddick                             | 3-6, 7-5, 7-6(6)                         |
| 2010 | David Nalbandian                         | Marcos Baghdatis                         | 6-2, 7-6(4)                              |
| 2011 | Radek Štěpánek                           | Gaël Monfils                             | 6-4, 6-4                                 |
| 2012 | Alexandr Dolgopolov                      | Tommy Haas                               | 6-7(7), 6-4 6-1                          |
| 2013 | Juan Martín del Potro                    | John Isner                               | 3-6, 6-1, 6-2                            |
| 2014 | Milos Raonic                             | Vasek Pospisil                           | 6-1, 6-4                                 |
| 2015 | Kei Nishikori                            | John Isner                               | 4-6, 6-4, 6-4                            |
| 2016 | Gaël Monfils                             | Ivo Karlović                             | 5-7, 7-6(6), 6-4                         |
| 2017 | Alexander Zverev                         | Kevin Anderson                           | 6-4, 6-4                                 |
| 2018 | Alexander Zverev                         | Álex de Miñaur                           | 6-2, 6-4                                 |
| 2019 | Nick Kyrgios                             | Daniil Medvédev                          | 7-6(6), 7-6(4)                           |
| 2020 | No disputado por la pandemia de COVID-19 | No disputado por la pandemia de COVID-19 | No disputado por la pandemia de COVID-19 |
| 2021 | Jannik Sinner                            | Mackenzie McDonald                       | 7-5, 4-6, 7-5                            |
| 2022 | Nick Kyrgios                             | Yoshihito Nishioka                       | 6-4, 6-3                                 |
| 2023 | Daniel Evans                             | Tallon Griekspoor                        | 7-5, 6-3                                 |
| 2024 | Sebastian Korda                          | Flavio Cobolli                           | 4-6, 6-2, 6-0                            |
| 2025 | Álex de Miñaur                           | Alejandro Davidovich                     | 5-7, 6-1, 7-6(3)                         |

### Individual femenino
| Año        | Campeona                                 | Subcampeona                              | Resultado                                |
| ---------- | ---------------------------------------- | ---------------------------------------- | ---------------------------------------- |
| 2011       | Nadia Petrova                            | Shahar Peer                              | 7-5, 6-2                                 |
| 2012       | Magdaléna Rybáriková                     | Anastasia Pavlyuchenkova                 | 6-1, 6-1                                 |
| 2013       | Magdaléna Rybáriková                     | Andrea Petković                          | 6-4, 7-6(2)                              |
| 2014       | Svetlana Kuznetsova                      | Kurumi Nara                              | 6-3, 4-6, 6-4                            |
| 2015       | Sloane Stephens                          | Anastasia Pavlyuchenkova                 | 6-1, 6-2                                 |
| 2016       | Yanina Wickmayer                         | Lauren Davis                             | 6-4, 6-2                                 |
| 2017       | Ekaterina Makarova                       | Julia Görges                             | 3-6, 7-6(2), 6-0                         |
| 2018       | Svetlana Kuznetsova                      | Donna Vekić                              | 4-6, 7-6(7), 6-2                         |
| 2019       | Jessica Pegula                           | Camila Giorgi                            | 6-2, 6-2                                 |
| 2020- 2021 | No disputado por la pandemia de COVID-19 | No disputado por la pandemia de COVID-19 | No disputado por la pandemia de COVID-19 |
| 2022       | Liudmila Samsónova                       | Kaia Kanepi                              | 4-6, 6-3, 6-3                            |
| 2023       | Cori Gauff                               | María Sákkari                            | 6-2, 6-3                                 |
| 2024       | Paula Badosa                             | Marie Bouzková                           | 6-1, 4-6, 6-4                            |

### Dobles masculino
| Año  | Campeones                                | Subcampeones                             | Resultado                                |
| ---- | ---------------------------------------- | ---------------------------------------- | ---------------------------------------- |
| 1969 | Patricio Cornejo Jaime Fillol            | Robert Lutz Stan Smith                   | 4-6, 6-1, 6-4                            |
| 1970 | Bob Hewitt Frew McMillan                 | Ilie Năstase Ion Ţiriac                  | 7-5, 6-0                                 |
| 1971 | Tom Okker Marty Riessen                  | Bob Carmichael Ray Ruffels               | 7-6, 6-2                                 |
| 1972 | Tom Okker Marty Riessen                  | John Newcombe Tony Roche                 | 3-6, 6-3, 6-2                            |
| 1973 | Ross Case Geoff Masters                  | Dick Crealy Andrew Pattison              | 2-6, 6-1, 6-4                            |
| 1974 | Tom Gorman Marty Riessen                 | Patricio Cornejo Jaime Fillol            | 7-5, 6-1                                 |
| 1975 | Robert Lutz Stan Smith                   | Brian Gottfried Raúl Ramírez             | 7-5, 2-6, 6-1                            |
| 1976 | Brian Gottfried Raúl Ramírez             | Arthur Ashe Jimmy Connors                | 6-3, 6-3                                 |
| 1977 | John Alexander Phil Dent                 | Fred McNair Sherwood Stewart             | 7-5, 7-5                                 |
| 1978 | Arthur Ashe Bob Hewitt                   | Fred McNair Raúl Ramírez                 | 6-3, 6-4                                 |
| 1979 | Marty Riessen Sherwood Stewart           | Brian Gottfried Raúl Ramírez             | 2-6, 6-3, 6-4                            |
| 1980 | Hans Gildemeister Andrés Gómez           | Gene Mayer Sandy Mayer                   | 6-4, 7-5                                 |
| 1981 | Raúl Ramírez Van Winitsky                | Pavel Složil Ferdi Taygan                | 5-7, 7-6, 7-6                            |
| 1982 | Raúl Ramírez Van Winitsky                | Hans Gildemeister Andrés Gómez           | 7-5, 7-6                                 |
| 1983 | Mark Dickson Cassio Motta                | Paul McNamee Ferdi Taygan                | 6-2, 1-6, 6-4                            |
| 1984 | Pavel Složil Ferdi Taygan                | Drew Gitlin Blaine Willenborg            | 7-6, 6-1                                 |
| 1985 | Hans Gildemeister Víctor Pecci           | David Graham Balázs Taróczy              | 6-3, 1-6, 6-4                            |
| 1986 | Hans Gildemeister Andrés Gómez           | Ricardo Acioly Cesar Kist                | 6-3, 7-5                                 |
| 1987 | Gary Donnelly Peter Fleming              | Laurie Warder Blaine Willenborg          | 6-2, 7-6                                 |
| 1988 | Rick Leach Jim Pugh                      | Jorge Lozano Todd Witsken                | 6-3, 6-7, 6-2                            |
| 1989 | Neil Broad Gary Muller                   | Jim Grabb Patrick McEnroe                | 6-7, 7-6, 6-4                            |
| 1990 | Grant Connell Glenn Michibata            | Jorge Lozano Todd Witsken                | 6-3, 6-7, 6-2                            |
| 1991 | Scott Davis David Pate                   | Ken Flach Robert Seguso                  | 6-4, 6-2                                 |
| 1992 | Bret Garnett Jared Palmer                | Ken Flach Todd Witsken                   | 6-2, 6-3                                 |
| 1993 | Byron Black Rick Leach                   | Grant Connell Patrick Galbraith          | 6-4, 7-5                                 |
| 1994 | Grant Connell Patrick Galbraith          | Jonas Björkman Jakob Hlasek              | 6-4, 4-6, 6-3                            |
| 1995 | Olivier Delaître Jeff Tarango            | Petr Korda Cyril Suk                     | 1-6, 6-3, 6-2                            |
| 1996 | Grant Connell Scott Davis                | Doug Flach Chris Woodruff                | 7-6, 3-6, 6-3                            |
| 1997 | Luke Jensen Murphy Jensen                | Neville Godwin Fernon Wibier             | 6-4, 6-4                                 |
| 1998 | Grant Stafford Kevin Ullyett             | Wayne Ferreira Patrick Galbraith         | 6-2, 6-4                                 |
| 1999 | Justin Gimelstob Sébastien Lareau        | David Adams John-Laffnie de Jager        | 7-5, 6-7, 6-3                            |
| 2000 | Alex O'Brien Jared Palmer                | Andre Agassi Sargis Sargsian             | 7-5, 6-1                                 |
| 2001 | Martin Damm David Prinosil               | Bob Bryan Mike Bryan                     | 7-6, 6-3                                 |
| 2002 | Wayne Black Kevin Ullyett                | Bob Bryan Mike Bryan                     | 3-6, 6-3, 7-5                            |
| 2003 | Yevgeny Kafelnikov Sargis Sargsian       | Chris Haggard Paul Hanley                | 7-5, 4-6, 6-2                            |
| 2004 | Chris Haggard Robbie Koenig              | Travis Parrott Dmitry Tursunov           | 7-6, 6-1                                 |
| 2005 | Bob Bryan Mike Bryan                     | Wayne Black Kevin Ullyett                | 6-4, 6-2                                 |
| 2006 | Bob Bryan Mike Bryan                     | Paul Hanley Kevin Ullyett                | 6-3, 5-7, [10-3]                         |
| 2007 | Bob Bryan Mike Bryan                     | Jonathan Erlich Andy Ram                 | 7-6(5), 3-6, [10-7]                      |
| 2008 | Marc Gicquel Robert Lindstedt            | Bruno Soares Kevin Ullyett               | 7-6(6), 6-3                              |
| 2009 | Martin Damm Robert Lindstedt             | Mariusz Fyrstenberg Marcin Matkowski     | 7-5, 7-6                                 |
| 2010 | Mardy Fish Mark Knowles                  | Tomáš Berdych Radek Štěpánek             | 4-6, 7-6(7), [10-7]                      |
| 2011 | Michaël Llodra Nenad Zimonjić            | Robert Lindstedt Horia Tecau             | 6-7(3), 7-6(6), [10-7]                   |
| 2012 | Treat Conrad Huey Dominic Inglot         | Kevin Anderson Sam Querrey               | 7-6(5), 6-7(7), [10-5]                   |
| 2013 | Julien Benneteau Nenad Zimonjić          | Mardy Fish Radek Štepánek                | 7-6(5), 7-5                              |
| 2014 | Jean-Julien Rojer Horia Tecău            | Samuel Groth Leander Paes                | 7-5, 6-4                                 |
| 2015 | Bob Bryan Mike Bryan                     | Ivan Dodig Marcelo Melo                  | 6-4, 6-2                                 |
| 2016 | Daniel Nestor Édouard Roger-Vasselin     | Łukasz Kubot Alexander Peya              | 7-6(3), 7-6(4)                           |
| 2017 | Henri Kontinen John Peers                | Łukasz Kubot Marcelo Melo                | 7-6(5), 6-4                              |
| 2018 | Jamie Murray Bruno Soares                | Mike Bryan Édouard Roger-Vasselin        | 3-6, 6-3, [10-4]                         |
| 2019 | Raven Klaasen Michael Venus              | Jean-Julien Rojer Horia Tecău            | 3-6, 6-3, [10-2]                         |
| 2020 | No disputado por la pandemia de COVID-19 | No disputado por la pandemia de COVID-19 | No disputado por la pandemia de COVID-19 |
| 2021 | Raven Klaasen Ben McLachlan              | Neal Skupski Michael Venus               | 7-6(4), 6-4                              |
| 2022 | Nick Kyrgios Jack Sock                   | Ivan Dodig Austin Krajicek               | 7-5, 6-4                                 |
| 2023 | Máximo González Andrés Molteni           | Mackenzie McDonald Ben Shelton           | 6-7(4), 6-2, [10-6]                      |
| 2024 | Nathaniel Lammons Jackson Withrow        | Rafael Matos Marcelo Melo                | 7-5, 6-3                                 |
| 2025 | Simone Bolelli Andrea Vavassori          | Hugo Nys Édouard Roger-Vasselin          | 6-3, 6-4                                 |

### Dobles femenino
| Año        | Campeonas                                | Subcampeonas                             | Resultado                                |
| ---------- | ---------------------------------------- | ---------------------------------------- | ---------------------------------------- |
| 2011       | Sania Mirza Yaroslava Shvédova           | Olga Govortsova Alla Kudryavtseva        | 6-3, 6-3                                 |
| 2012       | Shuko Aoyama Kai-Chen Chang              | Irina Falconi Chanelle Scheepers         | 7-5, 6-2                                 |
| 2013       | Shuko Aoyama Vera Dushevina              | Eugénie Bouchard Taylor Townsend         | 6-3, 6-3                                 |
| 2014       | Shuko Aoyama Gabriela Dabrowski          | Hiroko Kuwata Kurumi Nara                | 6-1, 6-2                                 |
| 2015       | Belinda Bencic Kristina Mladenovic       | Lara Arruabarrena Andreja Klepač         | 7-5, 7-6(7)                              |
| 2016       | Monica Niculescu Yanina Wickmayer        | Shuko Aoyama Risa Ozaki                  | 6-4, 6-3                                 |
| 2017       | Shuko Aoyama Renata Voráčová             | Eugénie Bouchard Sloane Stephens         | 6-3, 6-2                                 |
| 2018       | Xinyun Han Darija Jurak                  | Alexa Guarachi Erin Routliffe            | 6-3, 6-2                                 |
| 2019       | Cori Gauff Caty McNally                  | María Sánchez Fanny Stollár              | 6-2, 6-2                                 |
| 2020- 2021 | No disputado por la pandemia de COVID-19 | No disputado por la pandemia de COVID-19 | No disputado por la pandemia de COVID-19 |
| 2022       | Jessica Pegula Erin Routliffe            | Anna Kalinskaya Caty McNally             | 6-3, 5-7, [12-10]                        |
| 2023       | Laura Siegemund Vera Zvonareva           | Alexa Guarachi Monica Niculescu          | 6-4, 6-4                                 |
| 2024       | Asia Muhammad Taylor Townsend            | Jiang Xinyu Wu Fang-hsien                | 7-6(0), 6-3                              |